# Кашин, Николай Павлович
Николай Павлович Кашин (17 (29) января 1874, Суздаль, Владимирская губерния, Российская империя — 26 июля 1939, Москва, СССР) — российский и советский театровед, литературовед, академик ГАХН.

## Биография

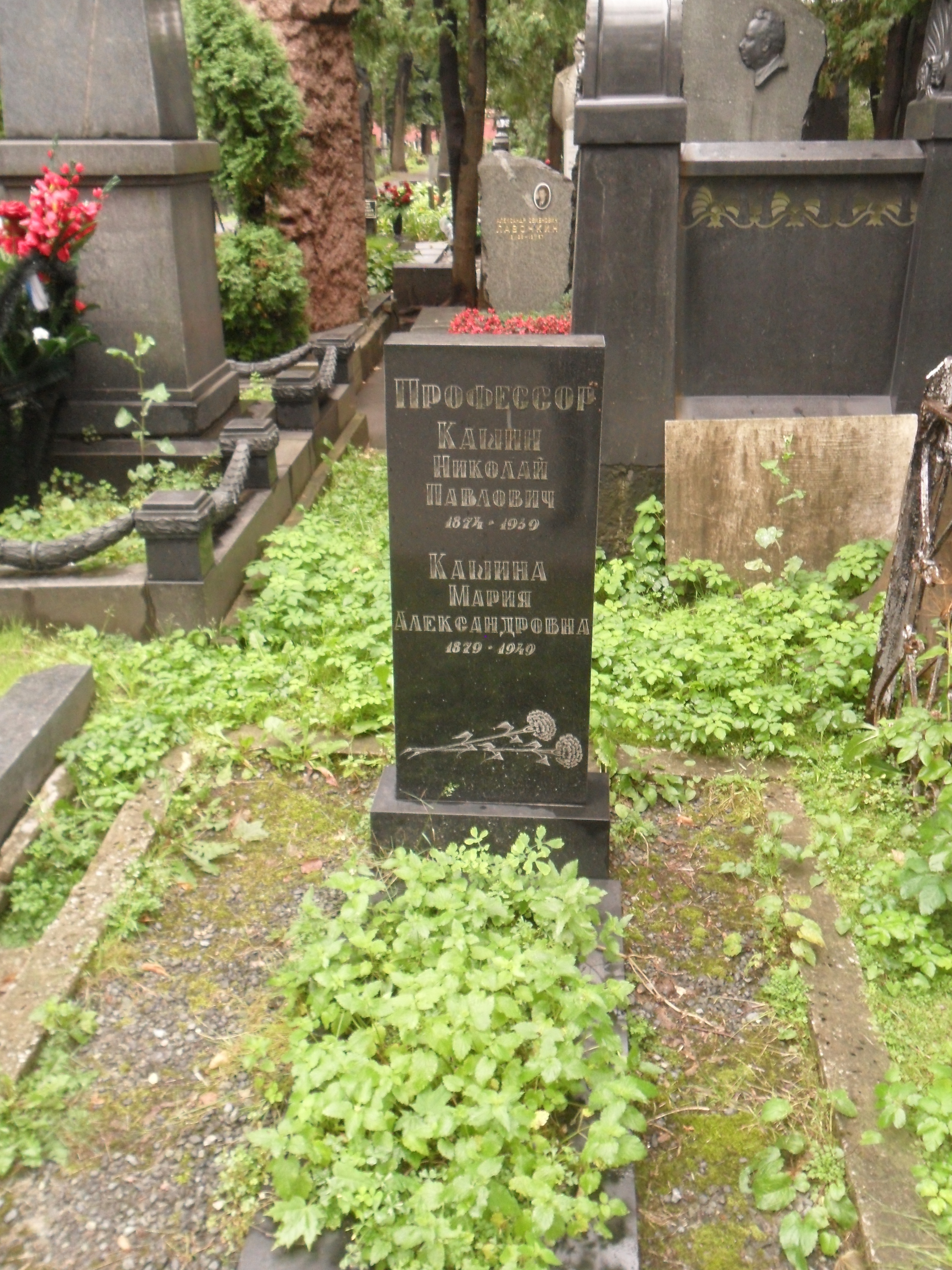
Могила Кашина на Новодевичьем кладбище Москвы

Николай Кашин родился 17 (по новому стилю — 29) января 1874 года в Суздале в купеческой семье. В 1898 году окончил историко-филологический факультет Московского университета. Впервые опубликовал свои литературо- и театроведческие работы в 1901 году. Активно занимался вопросами истории Малого театра, творчества Александра Николаевича Островского, являлся автором большого количества работ.
В 1926 году Кашин был избран действительным членом Государственной академии художественных наук по театральной секции, также был секретарём подсекции истории театра. В 1938 году защитил докторскую диссертацию, получил профессорское звание. Был одним из инициаторов установки памятника Островскому возле Малого театра.
Умер 26 июля 1939 года, похоронен на Новодевичьем кладбище Москвы (участок 1).

## Наиболее известные работы
- «Этюды об А. Н. Островском» (т. 1—2, 1912; т. 3 не опубликован).
- «А. Н. Островский, Ф. А. Бурдин. Неизданные письма» (1923, совместно с Н. Л. Бродским и А. А. Бахрушиным).
- «А. Н. Островский. Дневники и письма. Театр Островского» (1937, совместно с В. Филипповым).
- «А. Н. Островский, Н. С. Лесков. Рукописи, переписка, документы» (1938).
- «Рукописи А. Н. Островского. Каталог» (1939).